# Токсо
Токсо (грч. Τόξο) је насељено место у општини Катерини у периферији Средишња Македонија, Грчка. Према попису из 2021. године био је 101 становник.
Насеље су подигли после Грчког грађанског рата највероватније мештани Мосхопотамоса на месту старог села Курсова, које је било напуштено крајем 18. века. Први пут се помиње на попису из 1951. године са 177 становника.